# 横田商会
横田商會（よこたしょうかい、1903年6月 設立 - 1912年9月 合併）は、かつて京都に存在した日本の映画会社である。日本最古の映画会社のひとつであり、「日本映画の父」こと牧野省三に最初に映画製作を依頼した企業であり、日活を構成する前身4社のうち1社として映画史にその名を残す。

## 略歴・概要

### 創業
オーギュスト・リュミエールから2台の「シネマトグラフ」を購入していたリュミエールの同窓生で、稲畑産業創業者の稲畑勝太郎は、1897年（明治30年）2月15日に大阪の南地演舞場（のちの南街会館）で初めてのシネマトグラフ興行を行い、友人の高木永之助（のちの横田永之助、以下横田）に関西での興行を託すが、横田はその興行からはいったん離れている。1900年（明治33年）、横田は稲畑、兄の横田万寿之助とともに、パリ万国博覧会を視察し、新たにシネマトグラフを持ち帰り、ふたたびシネマトグラフの興行を始める。
1903年（明治36年）6月、横田は兄とともに、京都に「横田兄弟商会」を開業、のちに「横田商会」と改称する。同月、新京極の芝居小屋「夷谷座」でフランスから輸入したドキュメンタリーフィルムを公開する。1905年（明治38年）、神泉苑に現像場を開設、自社での現像を開始する。1907年（明治40年）3月、大阪「角座」と東京・神田区の「錦輝館」と特約を結び、ここでの映画興行を始め、同年7月7日、大阪の千日前に、浅草についで国内2館目、関西初の映画専門劇場「千日前電気館」をオープンした。

### 劇映画の製作開始
1908年（明治41年）6月、同社のドキュメンタリー映画『韓国観』の撮影技師・福井繁一を監督に起用し、同社初の劇映画『いもりの黒焼』を製作、同作を同月25日に公開した。さらに、同社が京都で映画興行を行っていた先の「千本座」を経営する牧野省三に映画製作を依頼、牧野はこれを引き受け、「日本初の時代劇映画」と呼ばれる『本能寺合戦』を監督、同作は、中村福之助、嵐璃徳を主演に小川真喜多がカメラを回し、同年9月17日に神田「錦輝館」などで公開された。同社はまだ撮影所を持っていなかった。

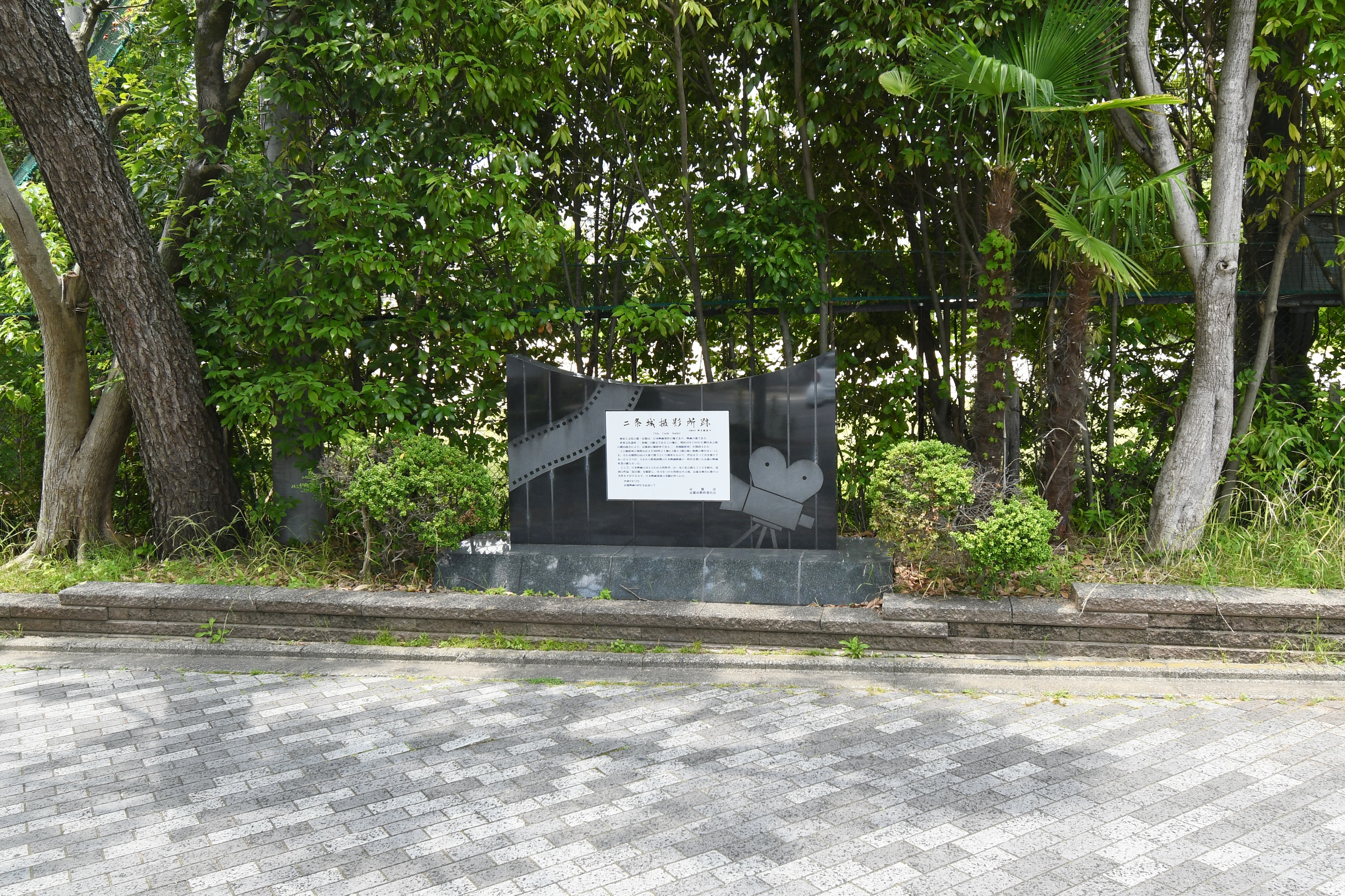
二条城撮影所跡

1910年（明治43年）7月、二条城至近の押小路女学校通西北角に同社初の撮影所をオープン、「横田商会二条城撮影所」とした。これは日本映画史上で4サイト目の撮影所である。また同年、牧野が尾上松之助を発見、『碁盤忠信源氏礎』の主演に抜擢、日本初の映画スターが生まれた。
1912年（明治45年）1月、御前通一条下ルにグラスステージを持つ「横田商会法華堂撮影所」を新たにオープン、二条城撮影所は法華堂に機能を移転して閉鎖した。同年（大正元年）9月、福宝堂、吉沢商店、M・パテー商会との4社合併で「日本活動写真株式会社」（日活）を設立した。「法華堂撮影所」は「日活関西撮影所」として引き継がれ、横田はのちに日活の社長に就任した。

## おもなフィルモグラフィ
- いもりの黒焼　1908年　監督福井繁一　※同社初の劇映画
- 本能寺合戦　1908年　監督牧野省三　※日本初の時代劇映画
- 碁盤忠信源氏礎　1908年　監督牧野省三、主演尾上松之助、片岡市太郎
- 忠臣蔵　1910年　監督牧野省三、主演尾上松之助、片岡市太郎
- 金色夜叉　1912年　原作尾崎紅葉

## 関連事項
- 牧野省三
- 尾上松之助
- 映画スタジオ
- 日活 - 福宝堂、吉沢商店、M・パテー商会 - 日活撮影所

## 註
1. 1 2 3  鴇明浩『横田商会神泉苑現像所はどこにあったか - 京都映画史研究序説2』（1996年8月31日）の記述を参照。
2. ↑  立命館大学アートリサーチセンターサイト内の「二条城撮影所」の記述を参照。
3. ↑  立命館大学アートリサーチセンターサイト内の「法華堂撮影所」の記述を参照。